# Spaarquote
De spaarquote is het aandeel in het beschikbaar inkomen van een huishouden dat niet aangewend wordt voor consumptieve bestedingen. Het gemiddelde van de spaarquotes van alle gezinnen in een economie noemt men de gemiddelde spaarquote.

## Definitie
Als I het inkomen is en U de consumptieve uitgaven over een gegeven periode (meestal een jaar), dan is het verschil tussen beide het bedrag S dat gespaard wordt. Door S te delen door het inkomen I verkrijgt men het gedeelte van het inkomen dat gespaard wordt, de spaarquote s:
{\displaystyle s={\frac {S}{I}}={\frac {I-U}{I}}.}
De spaarquote wordt doorgaans uitgedrukt als een percentage en kan positief of negatief zijn. In dat laatste geval wordt meer uitgegeven dan gespaard, dus wordt er ingeteerd op vermogen of geconsumeerd op krediet.
Wat precies wordt beschouwd als besparing (en dus niet als consumptieve uitgave) varieert. Met name investering in een eigen woning kan tot beide categorieën behoren.

### Afgeleide begrippen
In de economie wordt zowel een bruto als netto spaarquote bepaald. Het verschil zit in de afschrijving op activa: bij de bruto gemiddelde spaarquote wordt rekening gehouden met waardeverminderingen van eigendommen zoals onroerende goederen.
Men onderscheidt collectieve en individuele spaarquotes: percentages die opgaan aan respectievelijk collectieve spaarpotten, zoals pensioenfondsen, en individuele.

## Nationaal niveau
Naast het gezinsniveau kan ook op het niveau van een land een spaarquote berekend worden. Hierbij worden dan het volledige inkomen en uitgaven van het land (de overheid, de bedrijven en de gezinnen) bekeken. Deze factor is een indicatie voor de beschikbare investeringsmiddelen. Zo heeft deze ratio ook een onrechtstreekse invloed op de interestvoeten, omdat het een maat is voor de aanvoer van vers kapitaal op de kapitaalmarkt.

## Invloeden
Enkele factoren die invloed hebben op de gemiddelde spaarquote zijn:
- De ouderdom van de bevolking, omdat oudere mensen minder geneigd zijn om te sparen.
- De inflatie, omdat een hoge inflatie door de verwachte prijsstijgingen mensen aanzetten om nu te kopen en niet in de toekomst.
- De rentevoet, omdat een hoge rentevoet stimuleert om te beleggen en dus te sparen.

De individuele spaarquote wordt onder andere beïnvloed door het inkomen: bij stijgend inkomen wordt de spaarquote doorgaans groter.

## Cijfers
In 2005 bedroeg de particuliere spaarquote in België 13,2%. Volgens de Belgische FOD Economie was dat voor Nederland 12,4%, terwijl in het Verenigd Koninkrijk de spaarquote van de gezinnen slechts 4,9% bedroeg.
De individuele spaarquote is in Nederland in de jaren 90 sterk gedaald, van zo'n 9% tot -1% in 2000. Sindsdien fluctueert deze quote tussen de -2% en 2,5%. Tijdens de Coronapandemie liep de spaarquote duidelijk op: volgens het CBS was dit in het eerste kwartaal van 2021 23,0%, het eerste kwartaal van 2022 16,8% en het heerste kwartaal van 2023 14,4%.